# Comedown Machine
Comedown Machine es el quinto álbum de estudio de la banda de indie rock estadounidense The Strokes, programado para lanzarse el 26 de marzo de 2013 en los Estados Unidos y el 25 de marzo en el Reino Unido, exactamente dos años después que su anterior disco, Angles.

## Sencillos
El primer sencillo llegó el 25 de enero de 2013, la agrupación lanzó el primer sencillo promocional del álbum, titulado «One Way Trigger», a través de una descarga gratuita en su página web. Alcanzó la décima posición en el listado Billboard 200 de los Estados Unidos y en el listado de álbumes del Reino Unido. El segundo sencillo, «All the Time», fue estrenado a través de la radio Zane Lowe el 13 de febrero de 2013 y pudo descargarse desde el 19 de febrero.

## Lista de canciones
Todas las canciones fueron compuestas/musicalizadas por The Strokes:

| N.º   | Título                                                                   | Duración |  |
| 1.    | «Tap Out» (Julian Casablancas, Nikolai Fraiture)                         | 3:41     |  |
| 2.    | «All the Time» (Julian Casablancas, Nick Valensi, Fabrizio Moretti)      | 3:01     |  |
| 3.    | «One Way Trigger» (Julian Casablancas)                                   | 4:02     |  |
| 4.    | «Welcome to Japan» (Julian Casablancas, Albert Hammond Jr, Nick Valensi) | 3:50     |  |
| 5.    | «80's Comedown Machine» (Julian Casablancas, Nick Valensi)               | 4:58     |  |
| 6.    | «50/50» (Julian Casablancas, Fabrizio Moretti)                           | 2:42     |  |
| 7.    | «Slow Animals» (Julian Casablancas, Nikolai Fraiture)                    | 4:20     |  |
| 8.    | «Partners In Crime» (Julian Casablancas)                                 | 3:21     |  |
| 9.    | «Chances» (Julian Casablancas)                                           | 3:36     |  |
| 10.   | «Happy Ending» (Julian Casablancas)                                      | 2:52     |  |
| 11.   | «Call It Fate, Call It Karma» (Julian Casablancas, Albert Hammond Jr)    | 3:24     |  |
| 39:55 |                                                                          |          |  |